# Hans Hermann Münchmeyer
Hans Hermann Münchmeyer (* 15. März 1941 in Hamburg-Rissen) ist ein deutscher Kaufmann, Privatbankier und Investmentberater in Hamburg.

## Familie
Münchmeyer entstammt einer ursprünglich niedersächsischen, seit 1846 alteingesessenen Hamburger Familie Münchmeyer von Kaufleuten und Privatbankiers. Er ist als eines von fünf Kindern, darunter die niedersächsische Ministerin Birgit Breuel und die Journalistin Gabriele von Arnim, ein Sohn des Kaufmanns und Bankiers Alwin Münchmeyer (1908–1990) und von Gertrud Münchmeyer, geborene Nolte (1914–2007).

## Leben
Bis Ende 1983 war Münchmeyer über mehr als 15 Jahre, zuletzt als Nachfolger seines Vaters, einer der persönlich haftenden Gesellschafter der 1983 in Schwierigkeiten geratenen Privatbank „Schröder, Münchmeyer, Hengst & Co.“ in Hamburg. Wegen seiner Mitverantwortung am Beinahe-Zusammenbruch der Bank (1983) verurteilte das Landgericht Frankfurt am Main ihn am 16. Januar 1986 zu einer Haftstrafe auf Bewährung von einem Jahr und neun Monaten.
Später war Münchmeyer geschäftsführender Gesellschafter der Investmentgesellschaft MCF Münchmeyer Corporate Finance, die Beratung beim An- und Verkauf von Unternehmen leistete.
Für den Umweltschutz engagiert er sich als Vorstandsmitglied im Bundesdeutschen Arbeitskreis für Umweltbewusstes Management (BAUM) sowie bis 1997 im Förderverein Ökologische Steuerreform.
Er ist bzw. war u. a. Aufsichtsratsvorsitzender des biopharmazeutischen Unternehmens Cardion AG, das in der Stammzellenforschung tätig ist. Überdies war er Aufsichtsratsmitglied bei der Hamburger Multiplex-Kinokette CinemaxX. Aktuell ist er Vorsitzender des Aufsichtsrats der Hamburger Werbeagentur Jung von Matt AG.
Im Jahr 2003 war Münchmeyer Mitglied im Bürgerkonvent. Während der Gründungsphase war er dessen Organisator für den Hamburger Raum.